# Wilimowo
Wilimowo (niem. Wilhelmsthal) – osada na Warmii w Polsce położona w województwie warmińsko-mazurskim, w powiecie olsztyńskim, w gminie Jonkowo. W latach 1975–1998 miejscowość administracyjnie należała do województwa olsztyńskiego. Osada Wilimowo wchodzi w skład sołectwa Gutkowo.